# Зейме, Феликс Антонович
Феликс Антонович Зейме (26 августа [7 сентября] 1826, Либава — 29 июня [11 июля] 1883, Вильно) — русский военный инженер, генерал.

## Биография
Родился 26 августа [7 сентября] 1826 года в Либаве, сын доктора медицины и хирургии, происходил из дворян Курляндской губернии. Воспитывался в Главном инженерном училище, в котором имя его за отличные успехи в науках записано на мраморную доску, 10 августа 1844 года произведён в прапорщики с оставлением при Инженерном училище. По окончании курса в высшем офицерском классе в 1846 году он был выпущен на службу в инженерный корпус подпоручиком, с зачислением в Санкт-Петербургскую инженерную команду, а в конце того же 1846 года переведён в лейб-гвардии Сапёрный батальон.
Во время венгерского восстания 1849 года находился в походе войск гвардии к западным пределам империи; а с началом Восточной войны был командирован в распоряжение командующего 4-м и 5-м пехотными корпусами.
В ноябре 1853 года Зейме перешел через реку Прут и поступил в состав войск Мало-Валахского отряда; с 21 по 24 декабря заведовал оборонительными работами села Боелешти и в сражении при Четати командовал полубатальоном из двух рот 4-го сапёрного батальона. В 1854 г. заведовал устройством моста через реку Жио; принимал участие в наводке моста от острова Голагона на правый берег Дуная; при Силистрии под сильным неприятельским огнём, производил осадные работы и участвовал в отражении неприятельских вылазок, за что 3 июля награждён был золотой полусаблей с надписью «За храбрость».
При обратном движении войск, занимавших княжества Молдавию и Валахию, по случаю перенесения театра войны на Крымский полуостров, Зейме заведовал производством работ по устройству переправ через реку Серет и исполнял другие аналогичные поручения. 25 января 1856 года он был произведён в полковники.
В 1859—1860 годах состоял в распоряжении генерал-адъютанта Тотлебена, потом около года (в 1860—1861 годах) находился для особых поручений при директоре инженерного департамента военного министерства; полтора года (в 1862—1863 годах) командовал лейб-гвардии Сапёрным батальоном и затем до конца 1864 года занимал должность начальника инженеров Отдельного гвардейского корпуса. 17 апреля 1863 года получил чин генерал-майора.
В 1864 году Зейме был назначен начальником сводной сапёрной бригады; участвовал в качестве члена в трудах комиссии для разработки положения о личной воинской повинности и за отличие по службе 28 марта 1871 года произведён был в генерал-лейтенанты.
Во время русско-турецкой войны 1877—1878 годов занимал должность начальника инженеров действующей армии, а по окончании кампании был председателем временной комиссии для окончания дел и счетов бывшей действующей армии. Последнее время Зейме числился в запасе по инженерному корпусу.
29 июня [11 июля] 1883 года погиб на железной дороге, попав под поезд, похоронен в Санкт-Петербурге на Смоленском евангелическом кладбище.
Его брат, Рудольф Антонович, также был военным инженером и дослужился до чина генерал-лейтенанта.

## Награды
Среди прочих наград Ф. А. Зейме имел следующие:
- Золотая полусабля с надписью «За храбрость» (3 июля 1854 года)
- Орден Святого Станислава 2-й степени (1858 год)
- Орден Святой Анны 2-й степени (1860 год, императорская корона к этому ордену пожалована в 1862 году)
- Орден Святого Станислава 1-й степени (1866 год)
- Орден Святой Анны 1-й степени (1868 год, императорская корона к этому ордену пожалована в 1873 году)
- Орден Святого Владимира 2-й степени (1875 год)
- Орден Белого Орла (1879 год)
- Прусский орден Красного орла 1-й степени (1873 год)
- Австрийский орден Железной короны 1-й степени (1874 год)